# Чемпионат мира по самбо 2002
XXVI Чемпионат мира по самбо 2002 года прошёл в Панаме с 27 по 29 ноября. В соревнованиях мужчин приняли участие представители 15 стран, а в женских соревнованиях — представительницы 10 стран. Всего в соревнованиях участвовали представители 19 стран. Главным судьёй был Юриюс Петровас (Латвия), а главным секретарём — Юрий Шоя (Россия).

## Медалисты

### Мужчины
| Весовая категория | Золото                        | Серебро                          | Бронза                                                         |
| ----------------- | ----------------------------- | -------------------------------- | -------------------------------------------------------------- |
| до 52 кг          | Шавкат Жураев · Узбекистан    | Денис Черенцов · Россия          | Мурат Досанов · Казахстан Сонинхуу Орханбаатар · Монголия      |
| до 57 кг          | Акакий Ханишвили · Грузия     | Артур Геворкян · Армения         | Сергей Лузин · Россия Виталий Михайлов · Беларусь              |
| до 62 кг          | Дмитрий Базылев · Беларусь    | Хидэхико Мацумото · Япония       | Олег Рочев · Россия Айбек Атазанов · Казахстан                 |
| до 68 кг          | Алексей Галкин · Россия       | Мендсрихан Жамбалдорж · Монголия | Георгий Георгиев · Болгария Бадри Джаниашвили · Грузия         |
| до 74 кг          | Константин Семёнов · Беларусь | Геннадий Белодед · Украина       | Асхат Шахаров · Казахстан Арчил Чохели · Грузия                |
| до 82 кг          | Алексей Харитонов · Россия    | Динмухамед Мусралиев · Казахстан | Магомедов Абдулганилов · Беларусь Акобир Курбанов · Узбекистан |
| до 90 кг          | Сергей Смирнов · Россия       | Руслан Машуренко · Украина       | Расул Усенов · Казахстан Юрий Сеножатский · Беларусь           |
| до 100 кг         | Дмитрий Максимов · Россия     | Игорь Горбоконь · Украина        | Мириан Павлиашвили · Грузия Юрий Рыбак · Беларусь              |
| свыше 100 кг      | Мурат Хасанов · Россия        | Сайтахтан Рахимов · Таджикистан  | Дмитрий Селезень · Украина Георгий Тонков · Беларусь           |

#### Командный зачёт
1. Россия;
2. Беларусь;
3. Казахстан;
4. Украина;
5. Узбекистан;
6. Монголия;
7. Болгария;
8. Япония;
9. Грузия;
10. Армения;
11. Таджикистан;
12. Венесуэла;
13. Франция;
14. Литва;
15. Канада.

### Женщины
| Весовая категория | Золото                            | Серебро                           | Бронза                                                      |
| ----------------- | --------------------------------- | --------------------------------- | ----------------------------------------------------------- |
| до 48 кг          | Оксана Фалеева · Россия           | Татьяна Москвина · Беларусь       | Герелтуя Эрдэнэчимег · Монголия Татьяна Шишкина · Казахстан |
| до 52 кг          | Марина Ковригина · Россия         | Мэгуми Фудзии · Япония            | Рамос Осмари · Венесуэла                                    |
| до 56 кг          | Эрдэнэт-Од Хишигбат · Монголия    | Елица Разева · Болгария           | Махуили Мендоса · Венесуэла Оксана Степанюк · Россия        |
| до 60 кг          | Ольга Зайферт · Россия            | Алёна Середа · Казахстан          | Найдан Отгонцецег · Монголия Мари Варгас · Венесуэла        |
| до 64 кг          | Ирина Афонина · Россия            | Батбуян Анжинлхансурен · Монголия | Надежда Покора · Украина Ялослат Вэфег · Венесуэла          |
| до 68 кг          | Батдемберел Батчаргарл · Монголия | Наталья Павлова · Россия          | Дарис Камакаро · Венесуэла Елена Паливоу · Греция           |
| до 72 кг          | Светлана Галянт · Россия          | Энхцецег Мухаршар · Монголия      |                                                             |
| до 80 кг          | Церенханд Дорчготов · Монголия    | Рага Флорибель · Венесуэла        | Марина Кадикова · Узбекистан Эльмира Викилова · Россия      |
| свыше 80 кг       | Ирина Родина · Россия             | Долгормаа Эрдэнэ-Очир · Монголия  | Салас Ниноска · Венесуэла Елена Пациоу · Греция             |

#### Командный зачёт
1. Россия;
2. Монголия;
3. Венесуэла;
4. Беларусь;
5. Казахстан;
6. Украина;
7. Япония;
8. Болгария;
9. Греция;
10. Узбекистан.